# Panarthropoda
Panarthropoda es un taxón que incluye los filos Arthropoda, Tardigrada y Onychophora. Pertenecen a Ecdysozoa y están estrechamente emparentados con los nematodos y otros gusanos pseudocelomados debido a que ambos tienen en común la posesión de una cutícula externa y crecen por mudas (ecdisis). 
Antiguamente se consideraba que estaban emparentados con los anélidos; sin embargo, los análisis moleculares sitúan a los anélidos dentro de Spiralia junto con los moluscos, platelmintos, nemertinos y otros filos, ya que estos presentan segmentación espiral del huevo y larvas trocóforas, características de las que los panartrópodos carecen.

## Características
Los rasgos característicos comunes de los panartrópodos son:
- Presencia de apéndices.
- Presencia de garras o uñas.
- Un sistema nervioso ventral (hiponeuria).
- Cuerpo segmentado.

## Origen y evolución
Los primeros panartrópodos fueron los representantes del clado extinto Lobopodia, separándose de los nematoidos hasta ramificarse en los filos de panartrópodos existentes durante el Cámbrico Inferior. El lobópodo Aysheaia pudo haber ocupado dicha posición, con base en su morfología aparentemente basal; mientras que otros estudios señalan a Hallucigenia como ancestro común.
El registro fósil presenta una gama de especímenes segmentados del Cámbrico que podrían haber sido los ancestros de los filos Onychophora, Tardigrada y Arthropoda. Estos comparten características morfológicas y fisiológicas similares a la de los representantes actuales. Panartrópodos basales, como los lobópodos, fueron los que conformaron los primeros taxones hasta diversificarse en los filos existentes.
Además, estudios sugieren que las similitudes en ciertas estructuras externas entre Lobopodia y Onychophora representa un rasgo ancestral (plesiomorfia) en los panartrópodos.

## Filogenia
Originalmente se pensó que estaban estrechamente relacionados con los anélidos, con los que se agruparon en el taxón Articulata; no obstante, diversos estudios actuales basados en datos moleculares y analizados según la cladística sitúa a los panartrópodos en el clado Ecdysozoa, junto a los nematodos y otros animales que mudan la cutícula mediante un proceso llamado ecdisis. Las relaciones filogenéticas son las siguientes según análisis moleculares:
|             | Tardigrada                                                 |
|             |                                                            |
| Antennopoda | \| \| Onychophora \| \| \| \| \| \| Arthropoda \| \| \| \| |
|             | \| \| Onychophora \| \| \| \| \| \| Arthropoda \| \| \| \| |
|             | Onychophora                                                |
|             |                                                            |
|             | Arthropoda                                                 |
|             |                                                            |

|  | Onychophora |
|  |             |
|  | Arthropoda  |
|  |             |

|             | Tardigrada                                                 |
|             |                                                            |
| Antennopoda | \| \| Onychophora \| \| \| \| \| \| Arthropoda \| \| \| \| |
|             | \| \| Onychophora \| \| \| \| \| \| Arthropoda \| \| \| \| |
|             | Onychophora                                                |
|             |                                                            |
|             | Arthropoda                                                 |
|             |                                                            |

|  | Onychophora |
|  |             |
|  | Arthropoda  |
|  |             |

|             | Tardigrada                                                 |
|             |                                                            |
| Antennopoda | \| \| Onychophora \| \| \| \| \| \| Arthropoda \| \| \| \| |
|             | \| \| Onychophora \| \| \| \| \| \| Arthropoda \| \| \| \| |
|             | Onychophora                                                |
|             |                                                            |
|             | Arthropoda                                                 |
|             |                                                            |

|  | Onychophora |
|  |             |
|  | Arthropoda  |
|  |             |

|             | Tardigrada                                                 |
|             |                                                            |
| Antennopoda | \| \| Onychophora \| \| \| \| \| \| Arthropoda \| \| \| \| |
|             | \| \| Onychophora \| \| \| \| \| \| Arthropoda \| \| \| \| |
|             | Onychophora                                                |
|             |                                                            |
|             | Arthropoda                                                 |
|             |                                                            |

|  | Onychophora |
|  |             |
|  | Arthropoda  |
|  |             |

|             | Tardigrada                                                 |
|             |                                                            |
| Antennopoda | \| \| Onychophora \| \| \| \| \| \| Arthropoda \| \| \| \| |
|             | \| \| Onychophora \| \| \| \| \| \| Arthropoda \| \| \| \| |
|             | Onychophora                                                |
|             |                                                            |
|             | Arthropoda                                                 |
|             |                                                            |

|  | Onychophora |
|  |             |
|  | Arthropoda  |
|  |             |

|             | Tardigrada                                                 |
|             |                                                            |
| Antennopoda | \| \| Onychophora \| \| \| \| \| \| Arthropoda \| \| \| \| |
|             | \| \| Onychophora \| \| \| \| \| \| Arthropoda \| \| \| \| |
|             | Onychophora                                                |
|             |                                                            |
|             | Arthropoda                                                 |
|             |                                                            |

|  | Onychophora |
|  |             |
|  | Arthropoda  |
|  |             |

|             | Tardigrada                                                 |
|             |                                                            |
| Antennopoda | \| \| Onychophora \| \| \| \| \| \| Arthropoda \| \| \| \| |
|             | \| \| Onychophora \| \| \| \| \| \| Arthropoda \| \| \| \| |
|             | Onychophora                                                |
|             |                                                            |
|             | Arthropoda                                                 |
|             |                                                            |

|  | Onychophora |
|  |             |
|  | Arthropoda  |
|  |             |

|             | Tardigrada                                                 |
|             |                                                            |
| Antennopoda | \| \| Onychophora \| \| \| \| \| \| Arthropoda \| \| \| \| |
|             | \| \| Onychophora \| \| \| \| \| \| Arthropoda \| \| \| \| |
|             | Onychophora                                                |
|             |                                                            |
|             | Arthropoda                                                 |
|             |                                                            |

|  | Onychophora |
|  |             |
|  | Arthropoda  |
|  |             |